# Liste von Elefantenmuseen
In der Liste von Elefantenmuseen sind Museen aufgeführt, die den Elefanten zum Thema haben.

## Liste
| Bezeichnung                                                        | Bild           | Standort                                                                                                 | Staat       | Errichtung Einweihung                             | Weitere Informationen                                         |
| ------------------------------------------------------------------ | -------------- | --- | ----------- | ------------------------------------------------- | ------------------------------------------------------------- |
| Elefantenmuseum Lilienthal                                         |                | Lilienthal, Hauptstraße 2a (Lage)                                                                        | Deutschland |                                                   |                                                               |
| Elefantenmuseum Göteborg (Elefant Naturhistoriska Museet Göteborg) |                | Göteborg, Göteborgs Naturhistoriska Museum, oberhalb des Linnéplatsen im südlichen Teil der Stadt (Lage) | Schweden    | 1833; 1923 Umzug in seine heutigen Räumlichkeiten | siehe Göteborgs Naturhistoriska Museum#Elefanten-Dermoplastik |
| Lake Nojiri Naumann Elephant Museum                                | weitere Bilder | Shinano, Präfektur Nagano (Lage)                                                                         | Japan       | 1984                                              |                                                               |
| Bhau Daji Lad Museum                                               | weitere Bilder | Mumbai, Byculla, vor dem Bhau Daji Lad Museum                                                            | Indien      |                                                   |                                                               |
| Indian Museum in Kolkata                                           |                | Kolkata (Lage)                                                                                           | Indien      |                                                   |                                                               |
| Elephant Hall                                                      | weitere Bilder | Letaba, Provinz Limpopo, Kruger-Nationalpark (Lage)                                                      | Südafrika   |                                                   |                                                               |
| Elephant Museum of Yangon Zoo im Rangun Zoo                        |                | Yangon                                                                                                   | Myanmar     |                                                   |                                                               |